# Temné hlubiny
Temné hlubiny (v originále Black Water) je americký akční thriller, který režíroval Pasha Patriki. Ve filmu hrají Jean-Claude Van Damme a Dolph Lundgren, pro něž jde o pátou spolupráci a podruhé se objevují jako spojenci na plátně. Film byl v USA vydán přímo na video 25. května 2018.

## Děj
Agent Scott Wheeler (Van Damme) se probouzí v tajné věznici CIA na palubě upravené jaderné ponorky. Spolu s dalším vězněm Marcem (Lundgren) se snaží uniknout a zjistit, kdo to na ně nastražil.
Wheeler si vzpomíná na nedávné události. Jako agent CIA pátral po úniku informací spolu se svou partnerkou Melissou Ballardovou (Courtney B. Turk). Používali USB disk, který potřeboval dvě komponenty k aktivaci. Melissa měla disk, Wheeler aktivaci. Po probuzení je Wheeler napaden ozbrojenci. Melissa je zabita, Wheeler unikne. Když se snaží kontaktovat svého nadřízeného, zjistí, že byl zabit. Wheeler je zajat a zdrogován agentem Ferrisem (Patrick Kilpatrick), který věří, že Wheeler je zodpovědný za smrt svých kolegů. Agent Rhodes (Al Sapienza) věří v Wheelerovu nevinu. Wheeler je převezen na ponorku k výslechu, kde se setkává s posádkou. Posádka je rozdělena mezi ty, kteří obsluhují ponorku, vedené kapitánem Darrowem (John Posey), a bezpečnostní tým, vedený Kingsleym (Aleksander Vayshelboym) a agenty CIA Cassie Taylor (Jasmine Waltz) a Ellisem Ryanem (Aaron O'Connell).
Wheeler je vyslýchán agentem Prestonem a jeho pomocníkem. Wheeler si uvědomí, že Rhodes je zrádce. Rhodes zabije zbytek týmu CIA a donutí bezpečnostní tým poslechnout jeho rozkazy. Wheeler unikne, ale je zajat Cassie a Ellisem. Plánují dostat se do řídící místnosti, aby mohli kontaktovat někoho na hladině. Když se tam dostanou, jsou napadeni a Ellis je zabit.
Wheeler a Taylor donutí posádku vynořit ponorku zvýšením tlaku v potrubí. Během cesty je Taylor postřelena, ale přežije. Taylor zjistí, že Rhodes najal Wheelera do CIA a chce prodat disk, který obsahuje informace ohrožující agenty. Wheeler a Taylor osvobodí Marca, který je německý speciální agent a je vězněn na ponorce, protože také ví, co se děje. Rhodes nařídí svému pomocníkovi přejít na "Plán B" a přesvědčí posádku ponorky, aby zůstala v současné hloubce tím, že jim řekne, že Wheeler je zrádce. Spolčí se s Kingsleym a zbytkem bezpečnostního týmu. Kapitánu Darrowovi je nařízeno vynořit se a setkat se s extrakčním týmem na Kubě.
Wheeler, Taylor a Marco přepadnou Kingsleyho a jeho tým, zabijí všechny kromě Kingsleyho. Wheeler a Taylor sledují Rhodese, který zajme kapitána Darrowa. Taylor je zajata Rhodesovým pomocníkem. Ukáže se, že agentka Ballardová je ve spojení s Rhodesem a předstírala svou smrt. Ballardová chce vzít Wheelera s sebou, aby získala aktivační kód, protože tím ona, Rhodes a jeho pomocník vydělatjí miliony. Wheeler zapne telefon a reproduktor v ponorce, aby extrakční tým věděl, co se děje. Vypukne přestřelka. Rhodesův pomocník a posádka ponorky se navzájem zabijí. Ballardová postřelí Wheelera a uteče místo toho, aby zabila Taylora, a Wheeler zabije Rhodese.
Wheeler a Taylor jsou očištěni. Jsou informováni, že CIA nemůže otevřít případový spis, protože ponorka je tajná a nemohou přiznat svou vinu, protože by to ukázalo jejich neschopnost. CIA nyní hledá Ballardovou a nařídí Wheelerovi a Taylor, aby se spojili a hledali Rhodesova kupce. Ukáže se, že Marco unikl z ponorky a nechal Kingsleyho živého, nahého a svázaného. Za pomoc při útěku Marco vystopuje Ballardovou a zabije ji, čímž dává Wheelerovi vědět, že jsou nyní vyrovnáni.

## Obsazení
- Jean-Claude Van Damme jako agent Scott Wheeler
- Dolph Lundgren jako Marco
- Jasmine Waltz jako Cassie Taylor
- Al Sapienza jako Edward Rhodes
- Patrick Kilpatrick jako Patrick Ferris
- Courtney B. Turk jako Melissa Ballard
- Aaron O'Connell jako Ellis Ryan
- Aleksander Vayshelboym jako Kingsley
- Cathal Pendred jako Dax
- Kris Van Damme jako Kagan
- Tandi Tugwell jako Riley
- John Posey jako kapitán Darrows
- Tom Glynn jako Crewcut
- Ian Niles jako Reed
- Lance E. Nichols jako Buchanan